# Schauinslandia femorata
Schauinslandia femorata är en stekelart som beskrevs av William Harris Ashmead 1900. Schauinslandia femorata ingår i släktet Schauinslandia och familjen bracksteklar. Inga underarter finns listade i Catalogue of Life.